# Down by the River (Albert-Hammond-Lied)
Down by the River ist ein Song von Albert Hammond, der 1972 als erste Single aus seinem Debütalbum It Never Rains in Southern California veröffentlicht wurde. Der von Hammond selbst geschriebene Song wurde 1972 sein erster Hit in den Charts. Der Song behandelt das Thema Ökologie.
Bei der Wiederveröffentlichung 1975 wurde er zu einem internationalen Hit für Hammond, der in Westdeutschland und der Schweiz die Top Ten und in Österreich die Top 20 erreichte.

## Liedtext
Das Lied wird von Hammond in der ersten Person erzählt. Die Handlung ist, dass er und seine Geliebte einen Campingausflug an einem Fluss machen, wo sie beide beschließen, schwimmen zu gehen. Am nächsten Tag fühlen sich beide krank, da sie die ganze Nacht nicht gut geschlafen haben, und machen einen Morgenspaziergang. Während ihres Spaziergangs sehen sie einen „silbernen Fisch auf der Seite liegen“ und fragen sich, wie er gestorben ist. Sie erfahren es, nachdem sie einen Arzt aufgesucht haben, der ihnen sagt, dass „nur törichte Menschen zum Fluss hinuntergehen“.
In dem Lied werden die negativen Auswirkungen auf die Umwelt beschrieben, wenn die derzeitigen Praktiken fortgesetzt werden („die Ufer werden bald schwarz und tot sein, und wo der Otter seinen Kopf hob, wird stattdessen ein sauberer weißer Schädel sein“).

## Coverversionen
Neben Hammonds Neuaufnahme 1975, die er sowohl auf Englisch als auch auf Spanisch veröffentlichte, wurde der Song auch von zahlreichen weiteren Musikern interpretiert.
Bereits 1972 erschien eine deutsche Fassung von Martin Mann unter dem Titel Heut' woll'n wir leben, 2000 machte Volker Rosin mit (Herzlichen Glückwunsch (Du bist das Geburtstagskind)) einen Song für Kinder daraus und 2009 brachte Patrick Lindner eine Version mit dem Titel Fang dir die Sonne heraus.
1974 hat die tschechische Singer-Songwriterin Hana Zagorová mit dem Titel Já znám ten balzám den Song in ihrer Sprache gecovert.